# Words as Weapons
Words as Weapons is een nummer van de Britse zangeres Birdy uit 2014. Het is de vierde single van haar tweede studioalbum Fire Within.
Het nummer werd geschreven door Birdy en OneRepublic-frontman Ryan Tedder, die het nummer ook heeft geproduceerd. Birdy heeft gezegd dat "Words as Weapons" één van haar favoriete tracks is op het album "Fire Within". Het nummer werd in Birdy's thuisland het Verenigd Koninkrijk geen hit, maar bereikte wel de 2e positie in de Tipparade in Vlaanderen.